# Ålov Einarsdatter
Ålov Einarsdatter (ca. 1000 – efter 1031) var datter af Einar Tambarskjelvar og Bergljot Håkonsdatter. Hun var gift med Tord Folleson, som var kong Olav den Helliges standartbærer ved Slaget ved Stiklestad hvor han blev dræbt den 29. juli 1030. Sammen fik de datteren Gudrun (Sigrid) Tordsdatter som blev født omkring eller før 1031.